# Малиновський Андрій Едуардович
Малиновський Андрій Едуардович (нар. 17 березня 1884 , Ржищів  — пом. 18 вересня 1937 ) — відомий український фізик, репресований у СРСР.
Основні фахові зацікавленості: атомна спектроскопія і квантова теорія випромінювання; електронна теорія металів; фізика горіння та вибухів.

## З біографії
Народився у м. Ржищеві Київської губернії у сім'ї лікаря. Середню освіту здобув у м. Києві. Закінчив Другу гімназію у 1902 р. У 1909 р. закінчив з відзнакою фізико-математичний факультет Київського університету. З 1905 по 1907 р. стажувався у Г. Квінке та Покельса (Гейдельберг) та В. Рентгена (Мюнхен). З 1909 р. — лаборант у Київському університеті . Одночасно протягом 1910—1912 рр. викладав фізику і математику у Сьомій київській гімназії. З березня 1912 р. стажувався у Тюбінгенському університеті, працював в лабораторії Ф. Пашена, далі у П. Ланжевена (Франція).
В Україні: професорський стипендіат (1915—1917) у Київському університеті, член Київського фізико-математичного товариства.

## Кар'єра і досягнення
У 1917 р. захищає магістерську дисертацію; з 1918 — приват-доцент Київського університету, член Українського наукового товариства. З 1919 р. — екстраординарний професор Кам'янець-Подільського українського університету, організатор кафедри фізики та фізичної лабораторії.
З вересня 1923 р. — керівник та професор кафедри фізики Дніпропетровського гірничого інституту, завідувач секції фізики науково-дослідної кафедри електронної хімії.
Сформував наукову школу, яка займалася питаннями електронної теорії металів і фізики горіння та вибухів. Організатор Дніпропетровської філії Українського фізико-технічного інституту (1931), а також — організатор Дніпропетровського фізико-технічного інституту (1932), зав. відділом фізики горіння та вибухів у ДФТІ. Заарештований за безпідставним обвинуваченням як ворог народу та член фашистсько-терористичної організації 12 червня 1937 р., розстріляний 18 вересня 1937 р. Реабілітований повністю у 1957 р.
Один з організаторів Української асоціації фізиків, член Президії Всесоюзної асоціації фізиків, член редколегії журналу «Українські фізичні записки».
Започаткував в Україні новий напрямок досліджень — фізику горіння та вибухів, створив, практично, школу з фізики горіння та вибухів в Україні, яка не реалізувала себе в цій галузі з причин, не залежних від неї.
Вирішив ряд принципових питань електронної теорії провідності металів, вивчив умови спалахування газів, сумішей, розповсюдження полум'я, відкрив ефект впливу електричного поля на процеси горіння (ефект Малиновського), досліджував роль електронів у розповсюдженні полум'я.
Відомі учні: професор В. С. Росихін та академік В. І. Данилов.